# دی‌ام‌جی موری سیکی
دی‌ام‌جی موری (به انگلیسی: DMG Mori Seiki Co) شرکت مهندسی ژاپنی است، که در زمینه ساخت ماشین ابزار و سیستم‌های خودکارسازی کارخانجات فعالیت می‌کند.
شرکت موری سیکی در سال ۱۹۴۸ تأسیس شده و در سال ۲۰۰۹ با شرکت آلمانی دکل ماهو گیلدمایستر (Deckel Maho Gildemeister) ادغام شده و شرکت دی‌ام‌جی موری سیکی را به وجود آوردند.
شرکت دارای دفاتر مرکزی در نارا و توکیو، ژاپن است و سهام آن در بازار بورس توکیو معامله می‌شود.

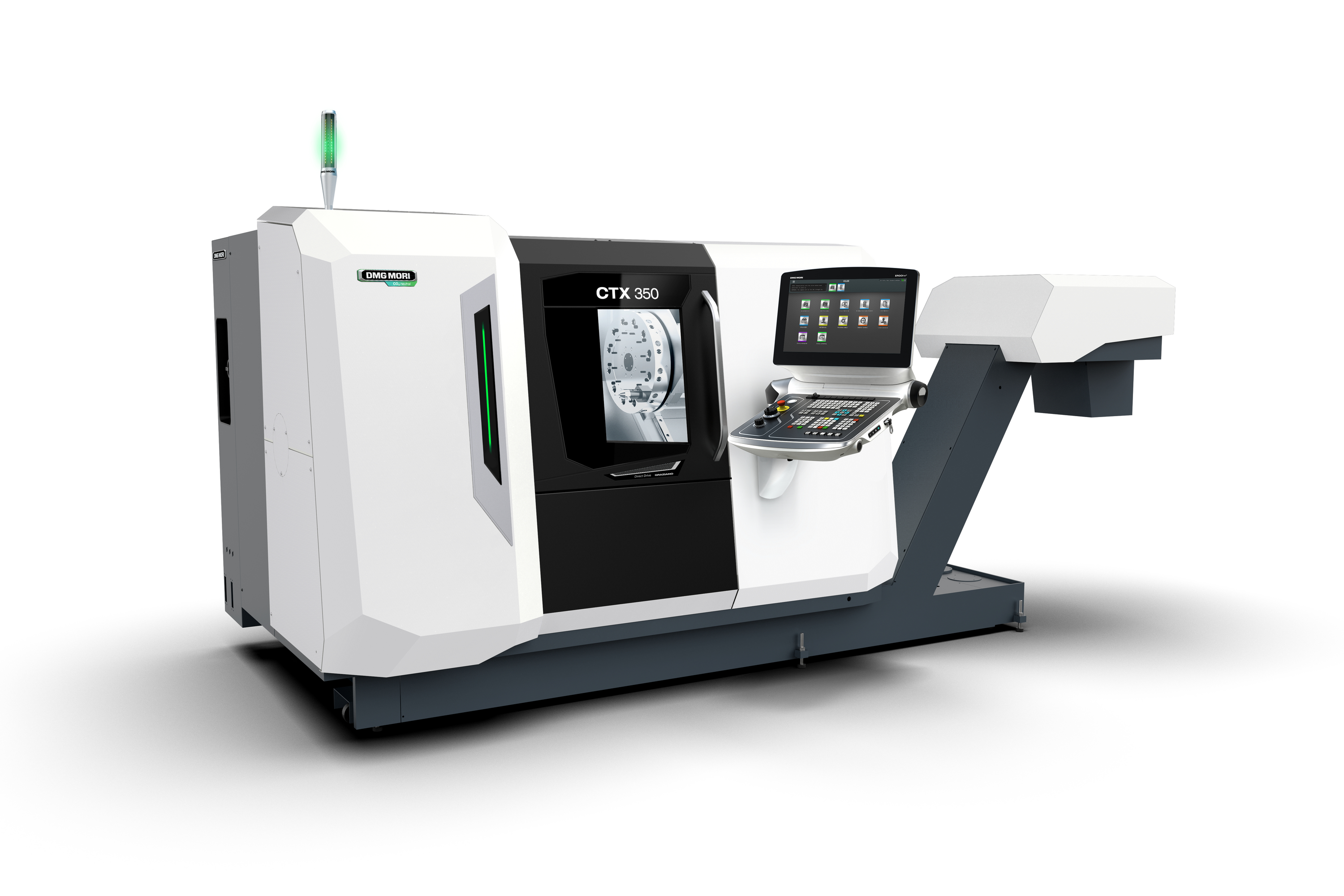